# Joe Kraker
Joseph Joannas Kraker (14 de junho de 1896 - 14 de maio de 1958) foi um jogador de futebol americano. Natural de Virginia, Minnesota, Kraker cursou o ensino médio no estado, mas jogou futebol americano universitário em Saskatchewan. Depois de se formar lá, ele jogou por vários times de futebol canadenses, incluindo o Saskatoon Quakers em 1922. Ele voltou para Minnesota em 1923, jogando por um time em Hibbing. No ano seguinte, Kraker foi contratado pelo Rock Island Independents da National Football League (NFL), e apareceu em cinco jogos pelo time. Ele foi dito ser o único jogador de linha na história a jogar sem ombreiras.
Kraker nasceu em 14 de junho de 1896, na Virgínia, Minnesota. Ele frequentou a Roosevelt High School em Minneapolis e jogou futebol americano universitário pelo Saskatchewan.
Em 1922, Kraker jogou futebol canadense pelo Saskatoon Quakers. Ele já havia jogado por várias outras equipes canadenses. O Leader-Post relatou que Kraker, juntamente com os três irmãos Rooney e Bob Walsh, eram "a espinha dorsal da equipe" e que "todos são estrelas em seu estilo particular de jogo". Roughriders no jogo do campeonato, o Saskatoon Daily Star escreveu que "Uma das melhores guloseimas do dia foi assistir Joe Kraker entrar em [Brian] Timmis, o Regina terrier. O trabalhador médio surpreendeu a equipe adversária e depois do jogo eles afirmou que Kraker era um dos melhores atacantes que eles já viram em ação."
Um artigo de 1923 do Saskatoon Daily Star disse: sem dúvida, Kraker é o bandeirinha mais durão que já se alinhou com uma equipe local da grade sênior. Seu trabalho, especialmente no jogo do campeonato provincial contra Regina no outono passado, foi nada menos que sensacional. Brian Timmis, jogador de linha demoníaca do clube Capital City, e agora uma estrela dos gridders de Ottawa, afirmou que Kraker foi o bandeirinha mais difícil que ele já enfrentou.
Em 1923, Kraker mudou-se para os Estados Unidos e jogou no time Hibbing de Hibbing, Minnesota.[4] No meio da temporada, Kraker enviou uma carta ao Hub Bishop que dizia o seguinte: "Jogar [futebol americano] proporciona muita emoção, mas quero que os fãs de Saskatoon saibam que estou interessado no estilo canadense de futebol e gostaria de estavam no norte lutando na linha com os [Saskatoon] Quakers.
Perto do início da temporada de 1924, Kraker assinou com o Rock Island Independents da National Football League (NFL). Ele fez sua estréia no segundo jogo da temporada, uma vitória por 9-0 contra a Legião Racine. No jogo, Kraker começou como right guard, bloqueando para o Pro Football Hall of Famer Jim Thorpe. Ele voltou como titular para o próximo jogo, uma vitória por 26-0 sobre o Hammond Pros, onde Kraker jogou durante todo o jogo. Na quarta vitória dos Independents sobre os Triângulos de Dayton, ele apareceu como substituto de Walt Buland.

Kraker morreu em 14 de maio de 1958, no condado de St. Louis, Minnesota. Ele tinha 61 anos.
1. ↑  «Joe Kraker». Wikipedia (em inglês). 18 de outubro de 2022. Consultado em 18 de outubro de 2022
2. 1 2  «Joe Kraker Stats, Height, Weight, Position, Draft, College». Pro-Football-Reference.com (em inglês). Consultado em 18 de outubro de 2022
3. ↑  «Clipped From The Leader-Post». Regina, Saskatchewan, Canada. The Leader-Post. 21 páginas. 28 de outubro de 1922. Consultado em 18 de outubro de 2022
4. ↑  «Clipped From Saskatoon Daily Star». Saskatoon, Saskatchewan, Canada. Saskatoon Daily Star. 13 páginas. 30 de outubro de 1922. Consultado em 18 de outubro de 2022
5. 1 2  «Clipped From Saskatoon Daily Star». Saskatoon, Saskatchewan, Canada. Saskatoon Daily Star. 14 páginas. 2 de novembro de 1923. Consultado em 18 de outubro de 2022
6. ↑  «Clipped From The Rock Island Argus». Rock Island, Illinois. The Rock Island Argus. 16 páginas. 19 de novembro de 1924. Consultado em 18 de outubro de 2022
7. ↑  «Clipped From The Dispatch». Moline, Illinois. The Dispatch. 15 páginas. 6 de outubro de 1924. Consultado em 18 de outubro de 2022
8. ↑  «Clipped From The Dispatch». Moline, Illinois. The Dispatch. 13 páginas. 13 de outubro de 1924. Consultado em 18 de outubro de 2022
9. ↑  «Clipped From The Dispatch». Moline, Illinois. The Dispatch. 12 páginas. 20 de outubro de 1924. Consultado em 18 de outubro de 2022